# Hispano-Araber
Der Hispano-Araber ist eine Warmblutpferderasse, die aus dem Andalusier (genauer: Pura Raza Española, PRE) durch Einkreuzung mit Arabischem Vollblut gezüchtet wird.
Hintergrundinformationen zur Pferdebewertung und -zucht finden sich unter: Exterieur, Interieur und Pferdezucht.

## Exterieur
Das äußere Erscheinungsbild der Rasse unterscheidet sich im Moment noch stark, da es darauf ankommt, welche Rasse dominiert. Dies geht vom Hechtkopf, bis zum Ramskopf.
Die Größe liegt ca. bei 155–165 cm Stockmaß und außer Schecken sind alle Farben erlaubt. Die Pferde dieser Rasse können äußerlich erhebliche Unterschiede aufweisen, je nachdem, ob Araber oder P.R.E. dominieren. Der Rassestandard verlangt einen Vollblutaraberanteil von mindestens 25 %.

## Interieur
Hispano-Araber gelten als sehr ausdauernd und leistungsbereit. Im Umgang erweisen sie sich als sehr extrovertiert und unerschrocken. Ihnen wird ein menschenbezogenes, ausgeglichenes Temperament zugeschrieben, daher werden sie als umgängliche Pferderasse eingestuft. Bei der Haltung von Pferden dieser Rasse wird auf eine menschliche Bezugsperson geachtet, bei Boxenhaltung auf die Anwesenheit anderer Pferde. Die Tiere sind empfindlich gegen Kraftfutter.
Hispano-Araber haben eine schnelle und leichtfüßige Gangart. Aufgrund des starken Bewegungsdranges achten Pferdehalter darauf, sie regelmäßig zu bewegen und zu beschäftigen.  Die Tiere gelten als intelligent und wendig, weshalb sie auch für den berittenen Stierkampf eingesetzt werden.

## Zuchtgeschichte
Bereits Ende des 18. Jahrhunderts begann man in Spanien den Pura Raza Española (PRE) durch Einkreuzung mit Arabischem Vollblut leichter, wendiger und rassiger zu züchten. Seit 1986 wird der Hispano-Araber in einem eigenen Stutbuch geführt. Die eingetragenen Pferde zeigen einen mindestens 25%igen Araberanteil.
Da das recht „junge“ Stutbuch noch nicht geschlossen werden konnte, werden gekörte PREs mit gekörten Vollblutarabern (VA) gekreuzt – der entsprechende VA-Anteil wird in den Papieren in Prozent mit dem Namen angegeben (z. B. Ultraje 50 %). Die Rassebeschreibung in Spanien ist weniger detailliert. Wichtig ist ein harmonisches Erscheinungsbild, leichte aber raumgreifende Bewegungen, Ausdauer, Intelligenz.